# XD-Picture Card

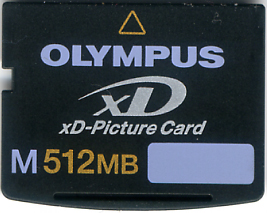
xD-Picture Card 512 MB Typ M

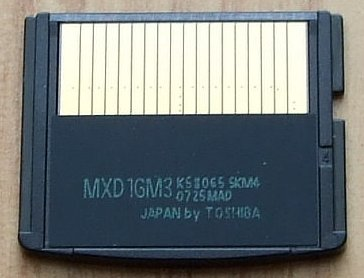
Rückseite der xD-Picture Card

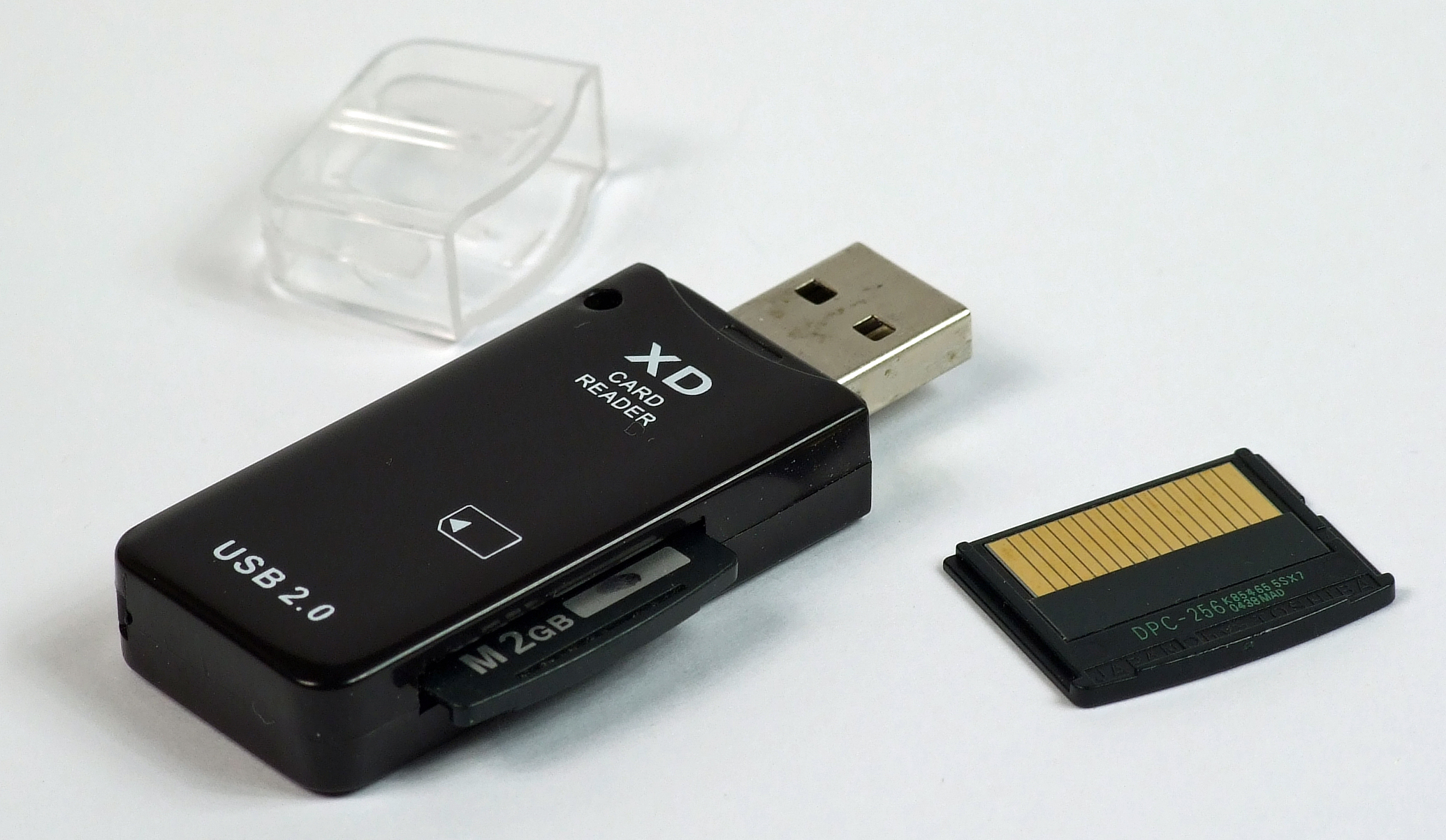
USB-xD-Speicherkartenleser

Die xD-Picture Card war eine Flash-Speicherkarte, die von Olympus und Fujifilm für PDA und Digitalkameras als Nachfolgetechnologie für SmartMedia-Speicherkarten konzipiert wurde. Die Abkürzung xD steht für Extreme Digital.
Die Karten wurden von Toshiba und Samsung in den Speichergrößen 16 MB, 32 MB, 64 MB, 128 MB, 256 MB, 512 MB, 1 GB und 2 GB hergestellt. xD-Karten werden heute nicht mehr von modernen Kameras unterstützt.

## Technik
Es handelt sich dabei um einen Kartentyp, der mittels Flash-Speicherung in NAND-Flash- oder Multi-Level-Cell-Technik (M-Typ) arbeitet und durch neue Spezifikationen (Blockstruktur) die bei den SmartMedia-Karten aufgetretenen Kapazitätsprobleme beseitigen sollte.
Da die xD-Picture Card im Gegensatz zur SD-Karte über keinen eigenen Controller verfügt, müssen Kameras und sonstige Endgeräte, um die Karte steuern zu können, auf die MLC-Technik vorbereitet sein bzw. das Auslesen von SLC- und MLC-Karten beherrschen. Es waren bis zu 8 GB Speicher auf einer Karte vorgesehen, tatsächlich verfügbar sind aber nur Karten mit maximal 2 GB. Sie war im Vergleich zur SD-Karte auch deutlich teurer: Während SD-Karten einen Gigabyte-Preis von 2 bis 5 Euro aufwiesen, lag diese bei xD-Karten zwischen 5 und 10 Euro (Stand: Juli 2009).
Die xD-Picture Card ist mit 20 mm × 25 mm × 1,7 mm deutlich kleiner, aber nicht mehr so dünn wie die Smart-Media-Karten; sie sollte dadurch weniger anfällig für Torsionsschäden sein. Auch die großflächigen Kontakte der Smart-Media-Karten, die elektrostatische Schäden begünstigen, sind nicht mehr vorhanden.
xD-Picture Cards wurden in drei unterschiedlichen Techniken gefertigt. Diese sind (a) die klassische Technik (ohne Typen-Bezeichnung, 16 MB bis 512 MB), (b) die platzsparende, aber etwas langsamere Multi-Level-Technik (Type 'M', 256 MB bis 2 GB) sowie (c) die sogenannte HighSpeed-Technik, die hohe Kapazitäten ohne den Geschwindigkeitsverlust der Multi-Level-Technik ermöglicht (Type 'H', 512 MB bis 2 GB). Seit Februar 2008 gibt es auch den Typ 'M+' (1 GB bis 2 GB) von Olympus, welcher 1,5-mal schneller sein soll als der Typ 'M'.
xD-Karten von Olympus wurden mit zusätzlichem 3D- sowie Panoramamodus und Spezialeffekten beworben, wodurch das Unternehmen verhindern wollte, dass die Kamerabesitzer ihre Speicherkarten von anderen Herstellern beziehen. Dabei handelt es sich allerdings keineswegs um Funktionen, die durch die Speicherkarte in der Kamera freigeschaltet werden, sondern vielmehr um einen Freischaltcode für eine veraltete Fotosoftware von Olympus für den PC.

## Lesegeräte und technische Probleme
Auslesen lassen sich die Karten über die Kamera, über einen Kartenleser und über CompactFlash- oder PC-Card-Adapter. Gelegentlich kommen aber dabei Kartenlesefehler zustande, wenn beim Schreib- oder Lesevorgang die Karte zu früh vom Gerät getrennt wird oder die Spannung der Digitalkamera zusammenbricht. Dadurch können die Daten verloren gehen und die Karte unbrauchbar werden. Ältere Digitalkameras und Kartenlesegeräte können Probleme mit dem H- und M-Typ sowie generell mit hohen Kapazitäten haben. Die Hersteller stellen entsprechende Kompatibilitätsinformationen zur Verfügung und bieten unter Umständen eine Aktualisierung der Firmware über das Internet an.
Die Lebensdauer der xD-Karte wird mit 100.000 Schreib- bzw. Löschvorgängen angegeben.
Bei der xD-Technik handelt es sich um einen überholten Standard. Im aktuellen Internetauftritt von Fujifilm Deutschland wird die xD-Technik nur noch bei historischen Geräten aufgezählt, auf aktuelle Speicherkarten mit dieser Technik wird nicht einmal mehr verwiesen.

## Adapter
In kompatiblen Kameras können Adapter verwendet werden, in die bis zu 8 GB fassende microSD-Karten eingesetzt werden können.

## Technische Daten
| Technisches Detail              | Charakteristischer Wert                                                                  |
| ------------------------------- | ---------------------------------------------------------------------------------------- |
| durchschnittliche Lebensdauer   | 100.000 Schreib- oder Löschvorgänge.                                                     |
| Schreibgeschwindigkeit          | 3,0 MB/s bei xD-Picture Card mit 64 MB und größer 1,3 MB/s bei xD-Picture Card mit 32 MB |
| Lesegeschwindigkeit             | 5,0 MB/s                                                                                 |
| Verbindung                      | 18 pin                                                                                   |
| Stromversorgung                 | 3 V / 3,3 V                                                                              |
| Temperatur während des Betriebs | 0 °C bis 55 °C                                                                           |
| Temperatur während der Lagerung | −20 °C bis 65 °C                                                                         |